# Hôtel-restaurant à la Cloche
L'hôtel-restaurant à la Cloche est un monument historique situé à Obernai, dans le département français du Bas-Rhin.

## Localisation
Ce bâtiment est situé au 90, rue du Général-Gouraud à Obernai.

## Historique
L'édifice fait l'objet d'une inscription au titre des monuments historiques depuis 1995.